# 2022年威斯康辛州州務卿選舉
2022年威斯康辛州州務卿選舉將於2022年11月8日舉行，選舉下一屆威斯康辛州州務卿。現任民主黨州務卿道格·拉福萊特競選連任。